# 花生豆腐

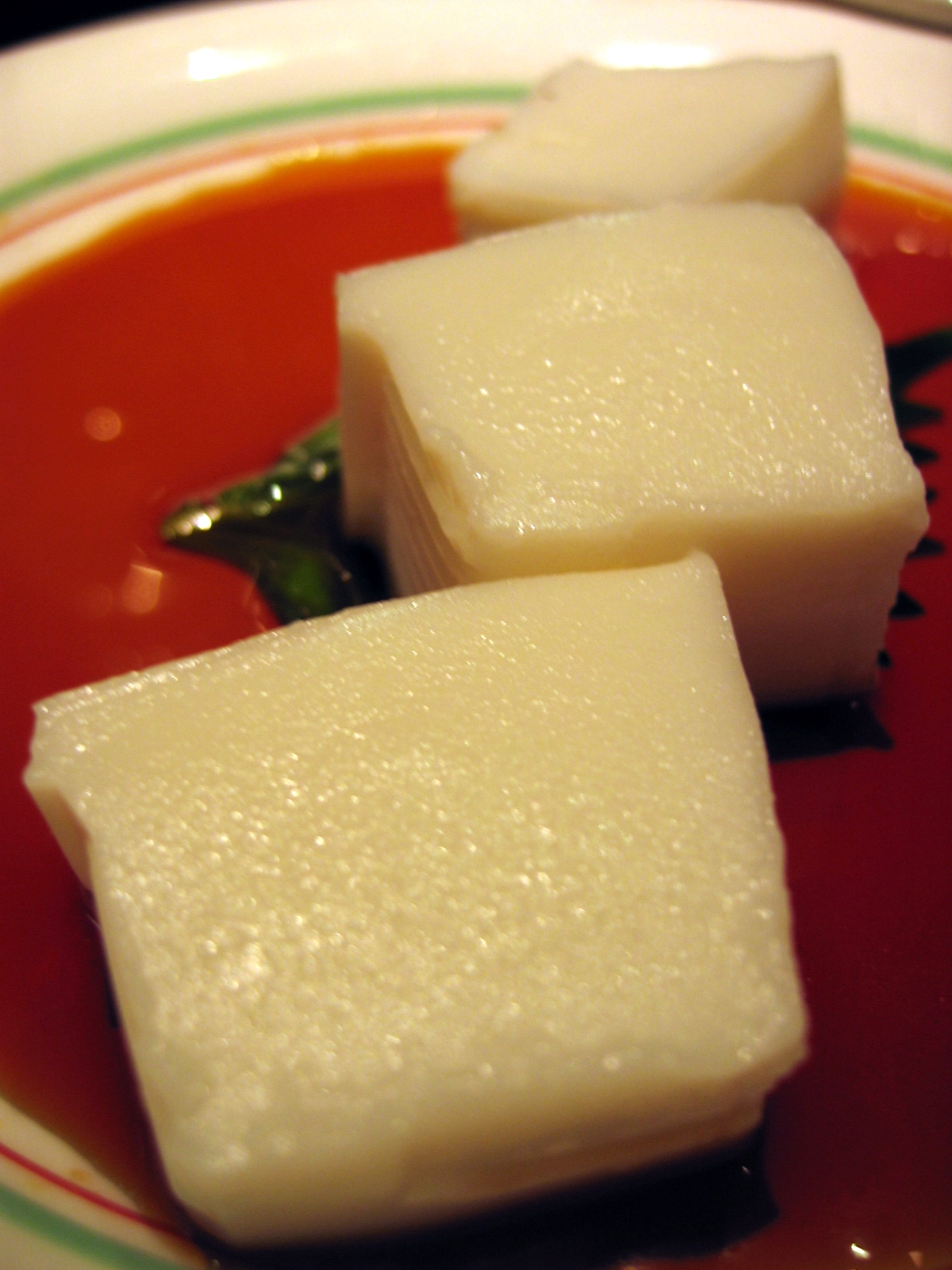
琉球式花生豆腐

花生豆腐，是一項客家及琉球傳統食品，於台灣主要在南部，常見於屏東內埔、高雄美濃、台南等地方。雖然名為「豆腐」，卻沒有黃豆成份。花生豆腐和豆腐的差別是：豆腐是以黃豆和凝固劑為材料，而花生豆腐是用在來米粉與番薯粉製作，其製作過程比較像碗糕。兩者比較起來，口感有極大差異。

## 原料

### 客家式
基本原料有花生、在來米粉、番薯粉、鹽等食材。花生使用的品種會呈現花生豆腐不同的香氣和型態，大部分選用的花生品種有11號花生、9號花生和黑金剛花生，每個花生品種做出來的花生豆腐都會呈現不同的香氣和型態。